# Premiile César 2023
Premiile César 2023, reprezentând cea de-a 48-a ediție a ceremoniilor César, prezentată de Academia de artă și tehnică cinematografică (Académie des Arts et Techniques du Cinéma), a avut loc la data 24 februarie 2023, în Paris, Franța, pentru a celebra și premia filmele realizate în 2022. Actorul Tahar Rahim a prezidat ceremonia, care a fost găzduită de actorii Emmanuelle Devos, Léa Drucker, Eye Haïdara, Leïla Bekhti, Jérôme Commandeur, Ahmed Sylla, Jamel Debbouze, Alex Lutz și Raphaël Personnaz. Regizorul american David Fincher a primit premiul César de onoare.
Nominalizările au fost anunțate pe 25 ianuarie 2023, filmul dramatic L'innocent fiind nominalizat de unsprezece ori, urmat de La Nuit du 12 cu zece nominalizări și Pacifiction și Un nou început, ambele cu nouă nominalizări. La Nuit du 12 a câștigat șase premii, inclusiv cel pentru cel mai bun film.
Marion Cotillard a apărut pe afișul oficial al ceremoniei într-o fotografie din filmul Annette din 2021. Premiile César au lansat și un afiș animat cu o scenă în care Cotillard cântă în Annette.

## Câștigătorii și nominalizații

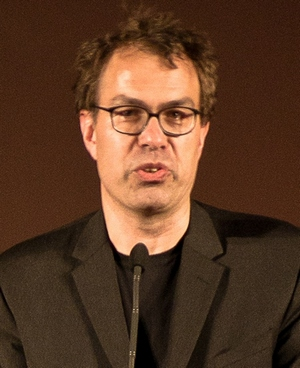
Dominik Moll, câștigătorul premiului pentru cel mai bun regizor

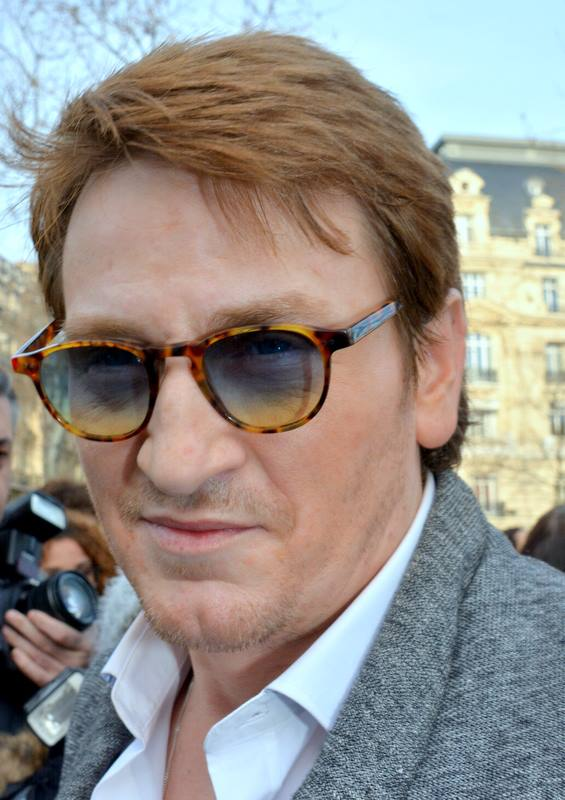
Benoît Magimel, câștigătorul premiului pentru cel mai bun actor

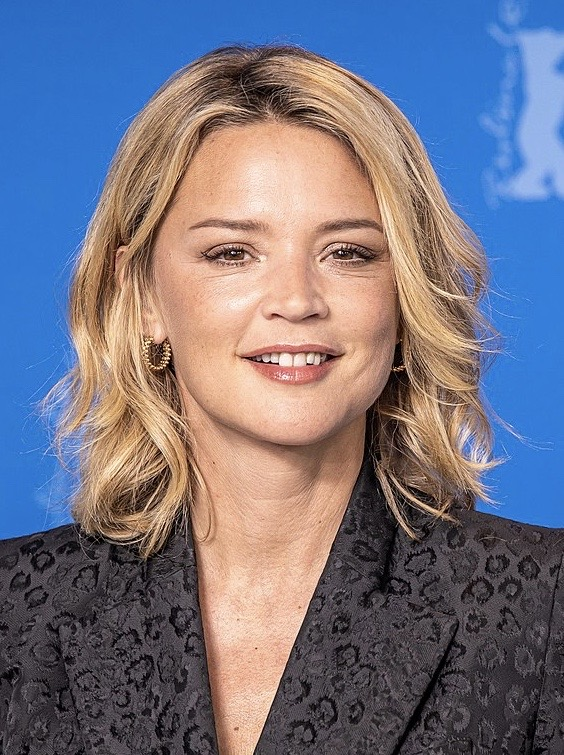
Virginie Efira, câștigătoarea premiului pentru cea mai bună actriță

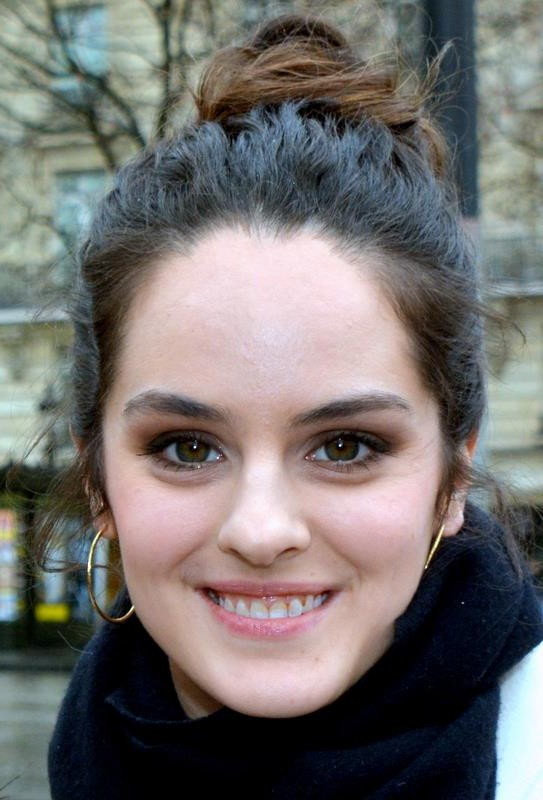
Noémie Merlant, câștigătoarea premiului pentru cea mai bună actriță în rol secundar

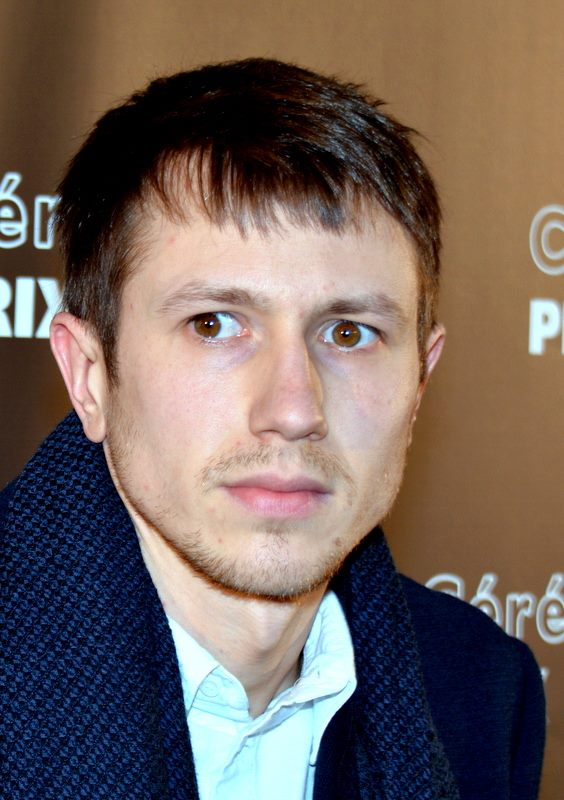
Bastien Bouillon, câștigătorul premiului pentru cel mai promițător actor

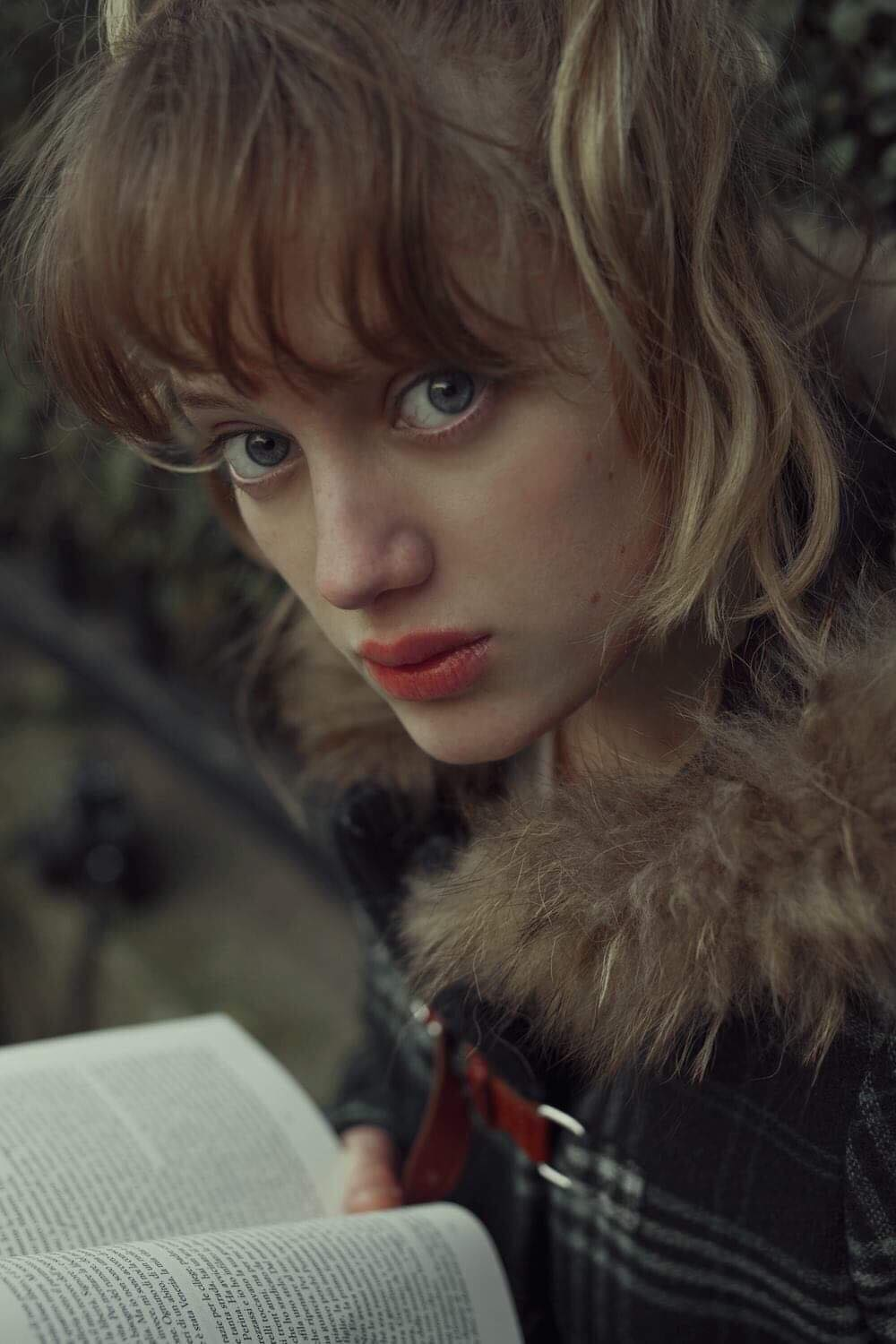
Nadia Tereszkiewicz, câștigătoarea premiului pentru cea mai promițătoare actriță

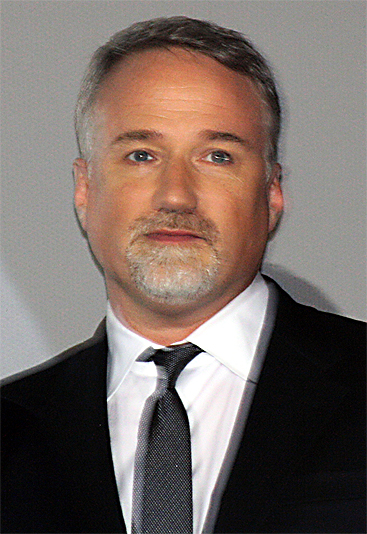
David Fincher, recompensat cu un premiu César Onorific

| Cel mai bun film - La nuit du 12 – produs de Caroline Benjo, Barbara Letellier, Carole Scotta, Simon Arnal; regizat de Dominik Moll - Forever Young – produs de Alexandra Henochsberg, Patrick Sobelman; regizat de Valeria Bruni Tedeschi - Un nou început – produs de Bruno Levy; regizat de Cédric Klapisch - L'innocent – produs de Anne-Dominique Toussaint; regizat de Louis Garrel - Pacifiction – produs de Pierre-Olivier Bardet; regizat de Albert Serra                                                                                              | Cel mai bun regizor - Dominik Moll – La nuit du 12 - Cedric Klapisch – Un nou început - Louis Garrel – L'innocent - Cédric Jimenez – Noiembrie - Albert Serra – Pacifiction |
| Cel mai bun actor - Benoît Magimel – Pacifiction - Jean Dujardin – Noiembrie - Louis Garrel – L'innocent - Vincent Macaigne – Jurnalul unei aventuri trecătoare - Denis Ménochet – Peter von Kant | Cea mai bună actriță - Virginie Efira – Paris Memories - Fanny Ardant – The Young Lovers - Juliette Binoche – Între două lumi - Laure Calamy – Full Time - Adèle Exarchopoulos – Zero Fucks Given |
| Cel mai bun actor (rol secundar) - Bouli Lanners – La nuit du 12 - François Civil – Un nou început - Micha Lescot – Forever Young - Pio Marmaï – Un nou început - Roschdy Zem – L'innocent | Cea mai bună actriță (rol secundar) - Noémie Merlant – L'innocent - Judith Chemla – Le Sixième Enfant - Anaïs Demoustier – Noiembrie - Anouk Grinberg – L'innocent - Lyna Khoudri – Noiembrie |
| Cel mai promițător actor - Bastien Bouillon – La nuit du 12 - Stéfan Crepon – Peter von Kant - Dimitri Doré – Bruno Reidal, Confessions of a Murderer - Paul Kircher – Winter Boy - Aliocha Reinert – Softie | Cea mai promițătoare actriță - Nadia Tereszkiewicz – Forever Young - Marion Barbeau – Un nou început - Guslagie Malanda – Saint Omer - Rebecca Marder – A Radiant Girl - Mallory Wanecque – The Worst Ones |
| Cel mai bun scenariu - L'innocent – Louis Garrel, Tanguy Viel, Naïla Guiguet - Full Time – Eric Gravel - Forever Young – Valeria Bruni Tedeschi, Noémie Lvovsky, Agnes de Sacy - Un nou început – Cedric Klapisch, Santiago Amigorena - Saint Omer – Alice Diop, Amrita David, Marie NDiaye | Cea mai bună adaptare - La nuit du 12 – Gilles Marchand, Dominik Moll; bazat pe cartea 18,3 – Une année à la PJ de Pauline Guéna - Final Cut – Michel Hazanavicius; bazat pe filmul One Cut of the Dead scris de Shin'ichirō Ueda - Enquête sur un scandale d'État – Thierry de Peretti, Jeanne Aptekman; bazat pe cartea L'Infiltré de Hubert Avoine și Emmanuel Fansten |
| Cel mai bun debut (film) - Saint Omer – produs de Toufik Ayadi, Christophe Barral; regizat de Alice Diop - Bruno Reidal, Confessions of a Murderer – produs de Thierry Lounas, Roy Arida, Pierre-Emmanuel Urcun; regizat de Vincent Le Port - Falcon Lake – produs de David Gauquié, Julien Deris, Jean-Luc Ormieres, Jalil Lespert; regizat de Charlotte Le Bon - The Worst Ones – produs de Marine Alaric, Frédéric Jouve; regizat de Lise Akoka, Romane Gueret - Le Sixième Enfant – produs de Frédéric Brillion, Gilles Legrand; regizat de Léopold Legrand | Cea mai bună imagine - Pacifiction – Artur Tort - Forever Young – Julien Poupard - Un nou început – Alexis Kavyrchine - La nuit du 12 – Patrick Ghiringhelli - Saint Omer – Claire Mathon |
| Cel mai bun montaj - Full Time – Mathilde van de Moortel - Un nou început – Anne-Sophie Bion - L'innocent – Pierre Deschamps - Noiembrie – Laure Gardette - La nuit du 12 – Laurent Rouan | Cel mai bun sunet - La nuit du 12 – François Maurel, Olivier Mortier, Luc Thomas - Un nou început – Cyril Moisson, Nicolas Moreau, Cyril Holtz - L'innocent – Laurent Benaim, Alexis Meynet, Olivier Guillaume - Noiembrie – Cedric Deloche, Alexis Place, Gwennole Le Borgne, Marc Doisne - Pacifiction – Jordi Ribas, Benjamin Laurent, Bruno Tarriere |
| Cea mai bună muzică - Full Time – Irene Dresel - Final Cut – Alexandre Desplat - L'innocent – Grégoire Hetzel - La nuit du 12 – Olivier Marguerit - Pacifiction – Marc Verdaguer, Joe Robinson - The Passengers of the Night – Anton Sanko | Cele mai bune costume - Simone Veil, A Woman of the Century – Gigi Lepage - Forever Young – Caroline de Vivaise - The Colours of Fire – Pierre-Jean Larroque - Waiting for Bojangles – Emmanuelle Youchnovski - L'innocent – Corinne Bruand - Pacifiction – Praxedes de Vilallonga |
| Cele mai bune decoruri - Simone Veil, A Woman of the Century – Christian Marti - Forever Young – Emmanuelle Duplay - The Colours of Fire – Sebastian Birchler - La nuit du 12 – Michel Barthelemy - Pacifiction – Sebastian Vogler | Cel mai bun scurt metraj (documentar) - Retour à Reims (Fragments) – produs de Marie-Ange Luciani; regizat de Jean-Gabriel Périot - Allons Enfants – produs de Stéphanie Schorter, Thierry Demaizière, Alban Teurlai, Romain Icard; regizat de Thierry Demaizière, Alban Teurlai - Les Années Super 8 – produs de David Thion, Philippe Martin; regizat de Annie Ernaux, David Ernaux-Briot - Heart of Oak – produs de Barthélémy Fougea, Michel Seydoux; regizat de Laurent Charbonnier, Michel Seydoux - Jane by Charlotte – produs de Matthieu Ageron, Maxime Delauney, Romain Rousseau, Charlotte Gainsbourg; regizat de Charlotte Gainsbourg |
| Cel mai bun scurt metraj (animație) - La Vie Sexuelle de Mamie – Olivier Catherin, Edwina Liard, Nidia Santiago; regizat de Urška Djukić, Émilie Pigeard - Caline – produs de Margot Reumont; regizat de Benoît Ayraud - Noir-Soleil – produs de Nicolas de Rosanbo, Céline Vanlint; regizat de Marie Larrivé | Cel mai bun scurt metraj - Partir un Jour – produs de Bastien Daret, Arthur Goisset, Robin Robles; Directed by Amélie Bonnin - Haut les Cœurs – produs de Lucas Tothe; regizat de Adrian Moyse Dullin - Le Roi David – produs de Emmanuel Chaumet; regizat de Lila Pinell - Les Vertueuses – produs de Anne Berjon, Caroline Adrian; regizat de Stéphanie Halfon |
| Cel mai bun film străin - The Beasts (Spain, France) – regizat de Rodrigo Sorogoyen - Close (Belgium, Netherlands, France) – regizat de Lukas Dhont - Boy from Heaven (Sweden, France, Finland) – regizat de Tarik Saleh - EO (Poland, Italy) – regizat de Jerzy Skolimowski - Triangle of Sadness (Sweden) – regizat de Ruben Östlund | |
| César onorific - David Fincher | |